# 中村太地 (バスケットボール)
中村 太地（なかむら たいち、1997年〈平成9年〉6月29日 - ）は、日本のプロバスケットボール選手。山口県周南市出身。ポジションはポイントガード兼シューティングガード。B.LEAGUE・島根スサノオマジック所属。

## 来歴
中学時代の最高成績は県大会ベスト4。他県からの誘いはなく地元山口県の強豪校に進学する予定だったが、父親に連れられ福岡大学附属大濠高等学校の練習に参加。プレーがチーム関係者の目に留まり、同校に進学となった。2年次に主力として高校総体優勝に貢献している。
高校卒業後は法政大学に進学、同学バスケットボール部ORANGEに所属したが、ORANGEは中村の入学の前年に関東大学2部リーグに降格、入学年には3部リーグに降格した。中村は高いレベルのバスケを経験して成長する事を目的に、1年次からB.LEAGUEチームに特別指定選手として加入、1年次の2016-17シーズンはシーホース三河、2年次の2017-18シーズンは富山グラウジーズ、3年次の2018-19シーズンは横浜ビー・コルセアーズとの契約を結んだ。三河所属時の2017年2月4日の対新潟アルビレックスBB戦で、B.LEAGUE初出場している。2019年6月28日に特別指定選手としての活動を終了し、横浜を退団。
2016-17, 2017-18シーズンは、ベンチ入りも2試合と出場機会は非常に限定されていたが、2018-19シーズンは、大学のシーズン後はチームに帯同してコンスタントに出場を続け、2019年1月27日の秋田戦で初のスターターとして出場など、出場時間を大きく伸ばした。
2018年には、若手中心で構成された第18回アジア競技大会 日本代表に選出された。
2019年8月23日、京都ハンナリーズに入団。京都への入団にあたり、法政大学バスケットボール部ORANGEからは退部した。
2020年6月16日、韓国KBLの原州DBプロミへアジア枠として移籍。KBL史上初の日本出身選手となった。
2022年5月27日、2年ぶりにB.LEAGUEへ復帰。かつて特別指定選手として所属していた三河への加入が発表された。2024年5月30日に契約満了となった。
2024年6月20日にライジングゼファーフクオカへの加入が発表された。
2025年5月26日に島根スサノオマジックへの加入が発表された。

## 日本代表歴
- 2017年7月　第39回ウィリアム・ジョーンズカップ　U24日本代表
- 2018年6月　第40回ウィリアム・ジョーンズカップ　日本代表候補
- 2018年8月　第18回アジア競技大会 日本代表

## 人物
- 家族は父、母、祖父、祖母、妹。好物はお好み焼き、祖母の卵焼き。広島東洋カープファンで、カープソースを愛用。趣味は御朱印集め。

### バスケットボールプレイヤーとしての特徴
- 高校時代の恩師である福大大濠の片峯聡太監督は、中村のプレーヤーとしての長所として、ポイントガードとして重要な視野の確保に優れていること、サイズとファンダメンタルのバランスが良いこと、日本人の大型選手としては珍しい貪欲さと負けず嫌いさを兼ね備えていることの3点をあげている[2]。

- 大学や日本代表ではシューティングガード、スモールフォワードでプレーすることが多いが、中村自身は｢ポイントガードに固執しているわけではないが、ポイントガードをやりたい気持ちは大きい」と語っており、外角のシュート力やクイックネスの向上、ノーマークを作りだす「ボールムーブメント」の向上に取り組んでいる[2]。

### その他
- 憧れの選手はマジック・ジョンソンである[13]。

## 個人成績
| シーズン   | チーム | GP | GS | MPG    | FG%  | 3P%  | FT%  | RPG  | APG | SPG  | BPG  | TO   | PPG  |
| ---------- | ------ | -- | -- | ------ | ---- | ---- | ---- | ---- | --- | ---- | ---- | ---- | ---- |
| B1 2016-17 | 三河   | 1  | 0  | 8.0    | .500 | 1.00 | 0.0  | 0.0  | 0.0 | 0.0  | 0.0  | 0.0  | 3.0  |
| B1 2017-18 | 富山   | 1  | 0  | 0.0    | .000 | .000 | 0.0  | 0.0  | 0.0 | 0.0  | 0.0  | 0.0  | 0.0  |
| B1 2018-19 | 横浜   | 43 | 3  | 8.3    | .301 | .230 | .571 | 0.3  | 0.5 | 0.3  | 0.0  | 0.5  | 2.2  |
| B1 2022-23 | 三河   | 60 | 6  | 898.29 | .450 | .298 | .700 | 1.02 | 1.4 | 0.38 | 0.12 | 0.63 | 4.45 |